# Критерий устойчивости Гурвица
Критерий устойчивости Гурвица — один из способов анализа линейной стационарной динамической системы на устойчивость, разработанный немецким математиком Адольфом Гурвицом. Наряду с критерием Рауса является представителем семейства алгебраических критериев устойчивости, в отличие от частотных критериев, таких, как критерий устойчивости Найквиста — Михайлова. Достоинством метода является принципиальная простота, недостатком — необходимость выполнения операции вычисления определителя, которая связана с определенными вычислительными тонкостями (например, для больших матриц может появиться значительная вычислительная ошибка).

## Формулировка
Метод работает с коэффициентами характеристического уравнения системы. Пусть {\displaystyle W(s)={\frac {Y(s)}{U(s)}}} — передаточная функция системы, а {\displaystyle \ U(s)=0} — характеристическое уравнение системы. Представим характеристический полином {\displaystyle \ U(s)} в виде
{\displaystyle \ U(s)=a_{0}s^{n}+a_{1}s^{n-1}+...+a_{n}}
где {\displaystyle s} — комплексный аргумент.
Из коэффициентов характеристического уравнения строится определитель Гурвица {\displaystyle \Delta } по алгоритму:
1. по главной диагонали слева направо выставляются все коэффициенты характеристического уравнения от {\displaystyle \ a_{1}} до {\displaystyle \ a_{n}};
2. от каждого элемента диагонали вверх и вниз достраиваются столбцы определителя так, чтобы индексы убывали сверху вниз;
3. на место коэффициентов с индексами меньше нуля или больше {\displaystyle \ n} ставятся нули.

Размерность матрицы Гурвица определяется максимальной степенью при s в характеристическом уравнении (то есть n).
Или явно
{\displaystyle \Delta ={\begin{vmatrix}a_{1}&a_{3}&a_{5}&\ldots &0\\a_{0}&a_{2}&a_{4}&\ldots &0\\0&a_{1}&a_{3}&\ldots &0\\0&a_{0}&a_{2}&\ldots &0\\\vdots &\vdots &\vdots &\ddots &\vdots \\\ldots &\ldots &\ldots &\ldots &a_{n}\end{vmatrix}}}
Тогда согласно критерию Гурвица:

Для того, чтобы динамическая система была устойчива, необходимо и достаточно, чтобы все {\displaystyle \ n} главных диагональных миноров определителя Гурвица были положительны, при условии {\displaystyle a_{0}>0}. Эти миноры называются определителями Гурвица.

Имеем характеристическое уравнение пятой степени: {\displaystyle \ U(s)=a_{0}s^{5}+a_{1}s^{4}+a_{2}s^{3}+a_{3}s^{2}+a_{4}s+a_{5}}. Определители Гурвица будут иметь вид:
{\displaystyle \Delta _{5}={\begin{vmatrix}a_{1}&a_{3}&a_{5}&0&0\\a_{0}&a_{2}&a_{4}&0&0\\0&a_{1}&a_{3}&a_{5}&0\\0&a_{0}&a_{2}&a_{4}&0\\0&0&a_{1}&a_{3}&a_{5}\end{vmatrix}}}, {\displaystyle \Delta _{4}={\begin{vmatrix}a_{1}&a_{3}&a_{5}&0\\a_{0}&a_{2}&a_{4}&0\\0&a_{1}&a_{3}&a_{5}\\0&a_{0}&a_{2}&a_{4}\end{vmatrix}}}, {\displaystyle \Delta _{3}={\begin{vmatrix}a_{1}&a_{3}&a_{5}\\a_{0}&a_{2}&a_{4}\\0&a_{1}&a_{3}\end{vmatrix}}}, {\displaystyle \Delta _{2}={\begin{vmatrix}a_{1}&a_{3}\\a_{0}&a_{2}\end{vmatrix}}}, и {\displaystyle \Delta _{1}={\begin{vmatrix}a_{1}\end{vmatrix}}}. Для устойчивости динамической системы необходимо и достаточно чтобы все пять определителей были положительны.
Анализируя условие критерия Гурвица, можно заметить его избыточность. Число неравенств можно уменьшить в два раза, используя теорему Льенара — Шипара. Впрочем, в вычислительном отношении сложность критерия уменьшается не существенно, так как при вычислении минора высокого порядка чаще всего необходимо вычисление миноров низших порядков.

## Достоинства и недостатки
Недостаток критерия Гурвица — малая наглядность. Достоинство — удобен для реализации на ЭВМ. Его часто используют для определения влияния одного из параметров САУ на ее устойчивость. Так равенство нулю главного определителя {\displaystyle \Delta _{n}=\Delta _{n-1}=0} говорит о том, что система находится на границе устойчивости. При этом либо {\displaystyle \Delta _{n}=0} — при выполнении остальных условий система находится на границе апериодической устойчивости, либо предпоследний минор {\displaystyle \Delta _{n-1}=0} — при положительности всех остальных миноров система находится на границе колебательной устойчивости. Параметры САУ определяют значения коэффициентов уравнения динамики, следовательно изменение любого параметра {\displaystyle K_{i}} влияет на значение определителя {\displaystyle \Delta _{n-1}}. Исследуя это влияние можно найти, при каком значении {\displaystyle K_{i}} определитель {\displaystyle \Delta _{n-1}} станет равен нулю, а потом — отрицательным. Это и будет предельное значение исследуемого параметра, после которого система становится неустойчивой.

## К вопросу об автоматизации метода
Метод Гурвица достаточно удобен для определения устойчивости звеньев при помощи ЭВМ. При этом, однако, следует учитывать, что применение критерия для систем с порядком выше 5 может привести к значительным ошибкам, поскольку вычисление определителей высоких порядков является достаточно сложной операцией и приводит к накоплению ошибок вычислений.
Ниже приведён пример автоматизации работы метода с использованием одного из самых распространённых языков для технических вычислений MATLAB версии 5.3 с его синтаксисом.
Представленная ниже функция выполняет все необходимые вычисления. Для работы её необходимо поместить в текстовый файл с расширением .m и именем, совпадающим с именем самой функции, в данном случае имя файла должно быть raus_gur.m.
```
function
 
[Ust, Mnrs, Mtrx] = raus_gur
(
D
)

% Определение устойчивости системы методом Рауса-Гурвица, заданной при

% помощи следующей передаточной функции.

% 

%          B(s)   

%   W(s) = ----,

%          D(s)     

% 

% Здесь D(s) - характеристический полином.

% 

% D(s) = a0*s^n + a1*s^(n-1) + a2*s^(n-2) + ... + an 

%  

%   a0, a1, a2, ..., an - коэффициенты полинома D.

% 

% 

% Обращение к функции RAUS_GUR может быть выполнено двумя способами:

% 

%   Способ 1.

% 

%   [Ust, Mnrs, Mtrx]  = raus_gur(D);

% 

%   Входные параметры:

% D - вектор коэффициентов знаменателя (характеристический полином)

% 

%   Выходные параметры:

% Ust - строковое значение, сообщающее устойчива система или неустойчива

%  

% Mnrs - вектор значений миноров от меньшего размера к большему,

% которые необходимо вычислить для оценки устойчивости по методу Рауса-Гурвица.

% Согласно методу Рауса-Гурвица, система устойчива, если все миноры положительны.

% Вычисления значения внешнего минора не имеют смысла, так как его знак

% всегда будет совпадать со знаком предыдущего минора.

% 

% Mtrx - полная матрица Рауса-Гурвица для данного полинома.

% 

%   Способ 2.

% 

%   [Ust, Mnrs, Mtrx]  = raus_gur(W);

% 

%   Входные параметры:

% W - объект класса LTI (см. описание Control System Toolbox)  

% 

% Выходные параметры аналогичны вышеописанным.

% 

% 

% Ориентирована на работу в версии MATLAB 2022a

if
 
isa
(
D
,
'tf'
)

   
[
~
,
D
]=
tfdata
(
D
,
'v'
);

end

n
=
length
(
D
)
-
2
;

Dr
=[
D
 
zeros
(
1
,
n
)];

A
=
flipud
(
reshape
(
Dr
,
2
,[]));

Mtrx
=
cell2mat
(
arrayfun
(@(
x
)(
circshift
(
A
'
,
x
))
'
,(
0
:
n
/
2
)
'
,
"UniformOutput"
,
false
));

Mnrs
=
cell2mat
(
arrayfun
(@(
x
)
det
(
Mtrx
(
1
:
x
,
1
:
x
)),(
2
:
n
)
'
,
"UniformOutput"
,
false
));

Z
=
''
;

if
 
any
(
Mnrs
<
0
)

    
Z
=
'не '
;

end

Ust
=[
'система '
,
Z
,
'устойчива'
];

end

```

### Пример
Пусть дана передаточная функция:
{\displaystyle \operatorname {W} (s)={\frac {Y(s)}{U(s)}}={\frac {5\cdot s+4}{{{s}^{5}}+16\cdot {{s}^{4}}+95\cdot {{s}^{3}}+260\cdot {{s}^{2}}+324\cdot s+144}}}
Тогда вызов приведенной выше функции будет выглядеть следующим образом:
format shortG
[A, B, C] = raus_gur([1 16 95 260 324 144])

А результат вычислений:

A =
    'система устойчива'
B =
   1260
   2.4696e+05
   6.3504e+07
C =
    16   260   144     0     0
     1    95   324     0     0
     0    16   260   144     0
     0     1    95   324     0
     0     0    16   260   144
     0     0     1    95   324
A сообщает, что система устойчива.
Вектор В содержит значения диагональных определителей от 2×2 до 4×4, первый элемент не имеет значения, а значение внешнего определителя всегда будет иметь тот же знак, что и предыдущий. Согласно методу Гурвица, чтобы система была устойчива, все эти определители должны оказаться положительными.
Матрица С — сам определитель Гурвица.
Эту функцию вполне можно использовать в математических пакетах, имеющих схожий с MATLAB синтаксис или после небольшой переделки.
Система находится на границе апериодической устойчивости, если {\displaystyle a_{n}=0}.
Система находится на границе колебательной устойчивости, если определитель Гурвица с индексом (n-1) будет равным 0.